# Jurnalul unui iubitor de rom (film)
Jurnalul unui iubitor de rom (titlu original: The Rum Diary) este un film american din 2011 regizat de Bruce Robinson. Este bazat pe romanul cu același nume a lui Hunter S. Thompson. Rolurile au fost interpretate de Johnny Depp, Aaron Eckhart, Amber Heard, Giovanni Ribisi, Michael Rispoli și Richard Jenkins.

## Distribuție
- Johnny Depp în rolul lui Paul Kemp
- Aaron Eckhart în rolul lui Hal Sanderson
- Michael Rispoli în rolul lui Bob Sala
- Amber Heard în rolul lui Chenault
- Richard Jenkins în rolul lui Edward J. Lotterman
- Giovanni Ribisi în rolul lui Moburg
- Amaury Nolasco în rolul lui Segurra
- Marshall Bell în rolul lui Donovan
- Julian Holloway în rolul lui Wolsey
- Karen Austin în rolul doamnei Zimburger
- Jason Smith în rolul lui Davey
- Karimah Westbrook în rolul lui Papa Nebo